# Stenostomum coriaceum
Stenostomum coriaceum är en måreväxtart som först beskrevs av Vahl, och fick sitt nu gällande namn av August Heinrich Rudolf Grisebach. Stenostomum coriaceum ingår i släktet Stenostomum och familjen måreväxter. Inga underarter finns listade i Catalogue of Life.